# Wolfgang Frey
Wolfgang Frey (* 14. August 1942 in Rechberghausen) ist ein deutscher Botaniker und Universitätsprofessor a. D. Sein botanisches Autorenkürzel lautet „W.Frey“.

## Leben und Wirken
Frey studierte Botanik, Zoologie und physiologische Chemie an der Universität Tübingen. Er war von 1978 bis 1981 Professor für Botanik an der Universität Gießen. Seit 1981 ist er am Institut für Systematische Botanik und Pflanzengeographie der Freien Universität Berlin.
Seine Forschungsschwerpunkte sind:
- Vegetation des Vorderen Orients
- Geographie, Soziologie, Ökologie und Evolution tropischer Regenwaldmoose
- Struktur, Anpassung und Lebensstrategien in Vegetationseinheiten (Mitteleuropa)
- Diversität, Anpassung und Lebensstrategien der Bryoflora südhemisphärischer temperater Regenwälder

## Werke
- Wolfgang Frey, Rainer Lösch: Lehrbuch der Geobotanik. Pflanze und Vegetation in Raum und Zeit. 3. Auflage. Spektrum Akademischer Verlag, Heidelberg 2010, ISBN 978-3-8274-2335-1.
- Jan-Peter Frahm, Wolfgang Frey: Moosflora (1. Aufl. Stuttgart 1983) (= UTB – Botanik, Systematik Pflanzengeographie. Band 1250). 4., neubearbeitete und erweiterte Auflage. Ulmer, Stuttgart 2004, ISBN 3-8252-1250-5.